# 魚切ダム
魚切ダム（うおきりダム）は、広島県広島市佐伯区、二級河川・八幡川水系八幡川に建設されたダム。
広島県が管理を行う都道府県営ダムであり、特定多目的ダム法に基づく補助多目的ダムとして、1981年（昭和56年）に建設された。

## 地理
佐伯区の中心部から離れた場所に位置する。
ダムが建設された八幡川は、その水源を広島湾に並行する東郷山より阿弥陀山に至る標高900m内外の連山より発し、瀬戸内海に注ぐ流域面積83km2の二級河川。上流部の河川勾配は急で、耕地は少なく、下流部は佐伯区の中心部である。
また流域の気候は瀬戸内海式気候であり、温暖で年間降水量は1500mm程度である。

## 沿革
八幡川は1945年（昭和20年）の枕崎台風や1951年（昭和26年）のルース台風により氾濫し、五日市町（現・広島市佐伯区）の中心部が全域水没し、寛大な被害を受けた。
その後、高度経済成長や沿岸部の都市化などの影響により五日市町は広島市のベッドタウンとして人口が急増した。
そのため、広島県は洪水調節を主目的とし、さらに周辺自治体（廿日市市・大野町・宮島町）への上水道供給や放流水を利用した水力発電を実施するダムの建設における調査を1969年（昭和44年）に開始し、1981年（昭和56年）に12年の歳月と169億円の建設費を投じて、魚切ダムを完成させた。

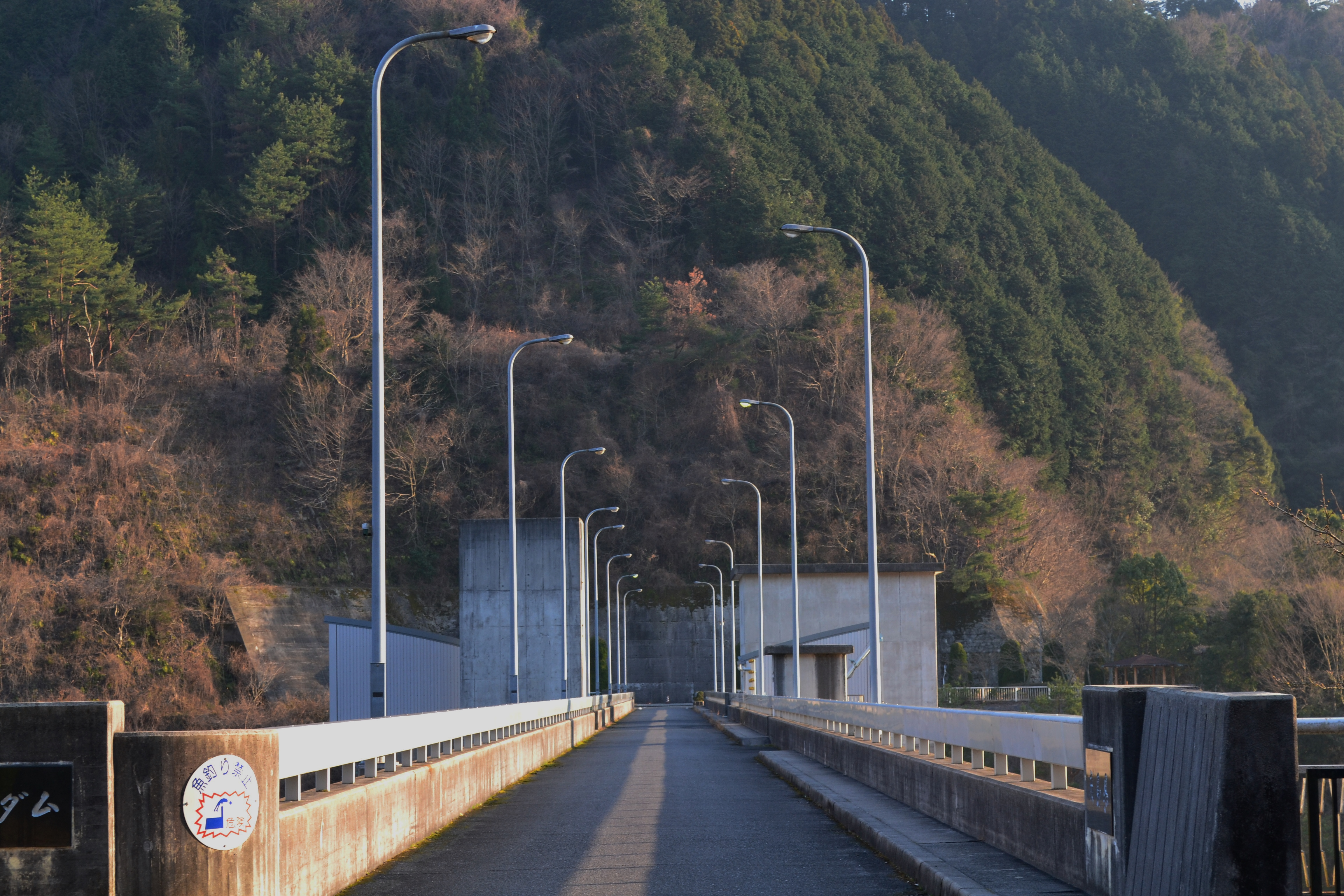
天端
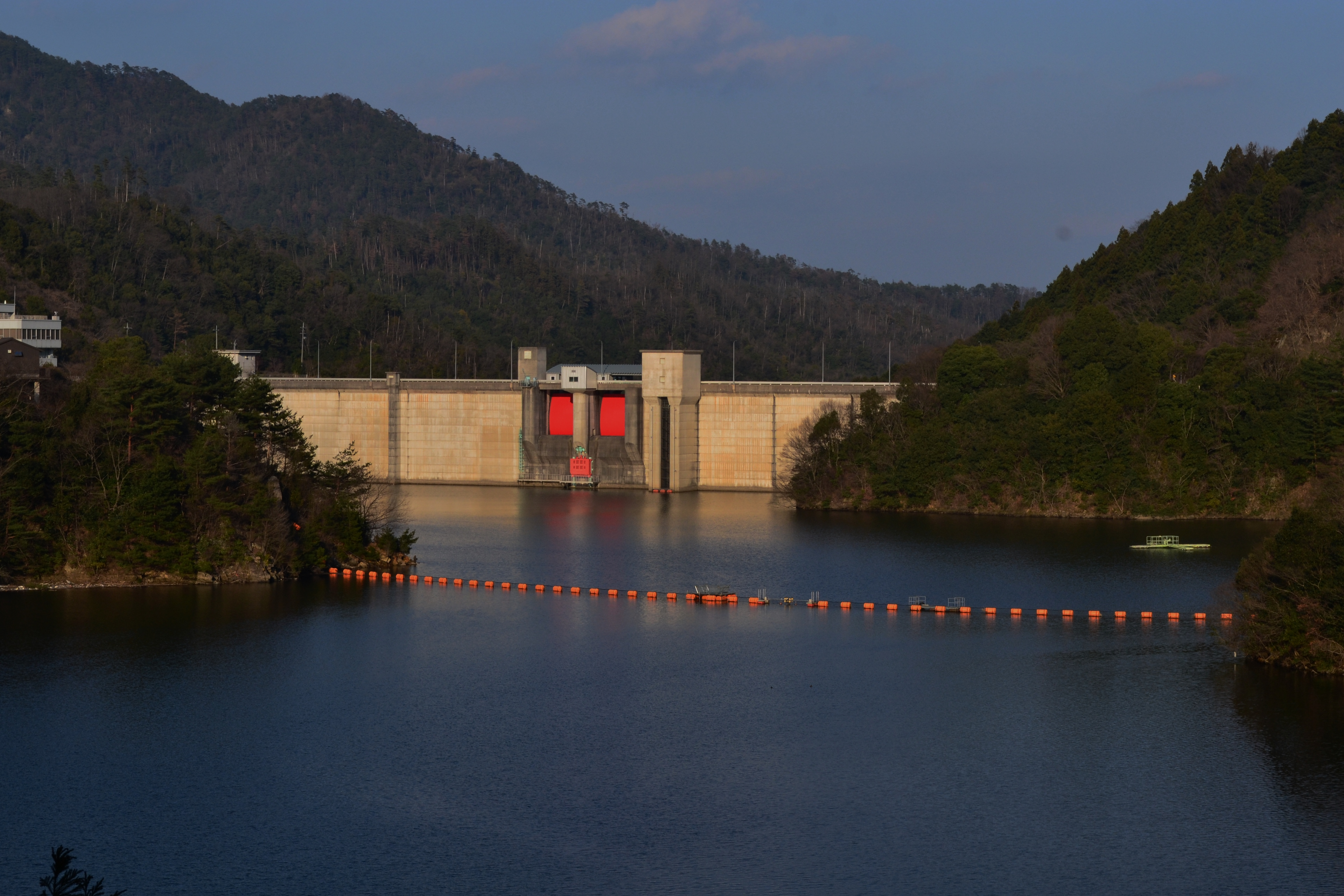
窓竜湖